# Hat Check Girl
Pour plus de détails, voir Fiche technique et Distribution.
Hat Check Girl est un film américain réalisé par Sidney Lanfield et sorti en 1932.

## Synopsis
Gerry Marsh subvient aux besoins de sa famille en travaillant comme préposée au vestiaire d'une boîte de nuit. Jessie King travaille avec elle. Le journaliste Todd Reese traîne dans le club pour recueillir des informations pour sa rubrique de potins. Gerry est courtisée par le fils du millionnaire Buster Collins, qui désapprouve leur relation.

## Fiche technique
- Réalisation : Sidney Lanfield
- Scénario : Barry Conners, Philip Klein d'après une histoire de Rian James
- Producteur : Sol M. Wurtzel
- Photographie : Glen MacWilliams
- Musique : Arthur Lange
- Montage : Paul Weatherwax
- Genre : Comédie dramatique[2]
- Production : Fox Film Corporation
- Durée : 75 minutes
- Date de sortie :
  - États-Unis : 8 octobre 1932

## Distribution
- Sally Eilers : Gerry Marsh
- Ben Lyon : Buster Collins
- Ginger Rogers : Jessie King
- Monroe Owsley : Tod Reese

## Autour du film
La seule copie connue du film a été préservée par le Museum of Modern Art (MoMa), et projetée lors d'un festival en 2014.